# أبيلسونيت
الأبيلسونيت (Abelsonite) هو معدن بورفيرين للنيكل، له الصيغة C31H32N4Ni. يعدّ هذا المعدن التركيب الوحيد للبورفيرين على شكل معدني بلوّري.
اكتشف سنة 1969 في الولايات المتحدة في ولاية يوتا، ووصف سنة 1975. سمّي المعدن بهذا الاسم على شرف العالم فيليب أبيلسون.